# Ten Wanted Men
Ten Wanted Men (Brasil: Arizona Violenta / Portugal: Imperadores do Crime) é um filme norte-americano de 1955, do gênero faroeste, dirigido por H. Bruce Humberstone e estrelado por Randolph Scott e Jocelyn Brando.

## Sinopse
John Stewart tenta manter a lei e a ordem em seus vastos domínios no Arizona, sem recorrer à violência. Não é assim que age seu rival, Wick Campbell, que contrata oito pistoleiros, liderados por Frank Scavo, para varrer toda a competição do território. Quando não está atirando, John namora a viúva Corinne Michaels, enquanto Wick maltrata Maria Segura, sua sofredora esposa.  

## Elenco
| Ator/Atriz      | Personagem       |
| --------------- | ---------------- |
| Randolph Scott  | John Stewart     |
| Jocelyn Brando  | Corinne Michaels |
| Richard Boone   | Wick Campbell    |
| Alfonso Bedoya  | Hermando         |
| Donna Martell   | Maria Segura     |
| Skip Homeier    | Howie Stewart    |
| Clem Bevans     | Tod Grinnel      |
| Leo Gordon      | Frank Scavo      |
| Minor Watson    | Jason Carr       |
| Lester Matthews | Adam Stewart     |
| Tom Powers      | Henry Green      |
| Dennis Weaver   | Xerife Gibbons   |
| Lee Van Cleef   | Al Druker        |